# 哥薩克：歐洲戰爭

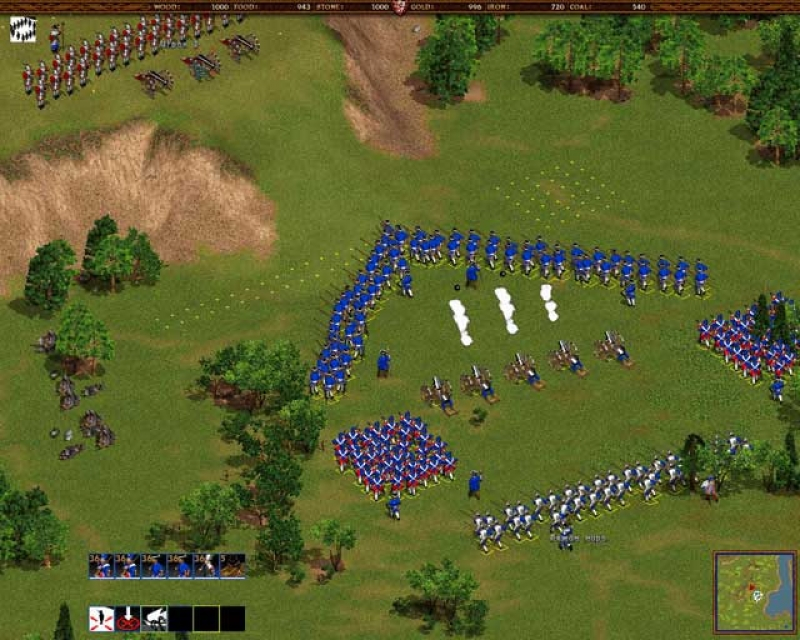

《哥萨克：欧洲战争》是一個於2001年由烏克蘭公司（GSC Game World）出品的即時戰略電腦遊戲，遊戲背景是17世紀至18世紀的歐洲，涉及三十年戰爭至奧地利王位繼承戰爭等戰役。遊戲除英文版外還有其他語言版本，包括繁體中文。

## 遊戲內容
包含六種基本資源，黃金、木頭、石頭、煤矿、鐵礦，能夠用來進行玩家的軍事發展。

## 资料片
- 哥薩克:戰爭之藝術 (2002-04)
- 哥薩克:重返戰爭(2002-10)
- 哥薩克:戰役擴充包(2002-11)